# Camp militaire Saïo
Le camp militaire Saïo est un site militaire emblématique situé à Bukavu, dans l'est de la république démocratique du Congo (RDC), précisément dans la province du Sud-Kivu. Chargé d’histoire, ce camp joue un rôle stratégique et symbolique dans la défense et l’administration militaire de la région. Il tire son nom du mont Saïo, une localité en Éthiopie, en mémoire des batailles menées par les forces belges au cours de la Seconde Guerre mondiale.

## Histoire
Le camp Saïo trouve ses origines à l'époque coloniale belge. Il a été conçu dans les années 1940, lorsque les forces belges cherchaient à renforcer leur présence militaire en Afrique centrale pendant la Seconde Guerre mondiale. Son nom fait référence à une bataille importante menée par la Force publique, l'armée coloniale congolaise, à Saïo, en Éthiopie, en 1941. Cette victoire a marqué un tournant symbolique dans la contribution congolaise à l’effort de guerre allié.
Au fil des décennies, le camp Saïo est devenu un centre d’entraînement militaire, un site logistique, et un symbole de la souveraineté congolaise après l’indépendance de la RDC en 1960. Il a également servi de base opérationnelle pour diverses opérations militaires visant à contrer les rébellions et les insurrections dans l'est du pays.

## Localisation et importance stratégique
Le camp militaire Saïo est situé à une position stratégique surplombant la ville de Bukavu et offrant une vue sur le lac Kivu et les collines environnantes. Sa localisation en fait un point clé pour surveiller les mouvements dans cette région frontalière, qui partage des frontières avec le Rwanda et le Burundi. Cette région est marquée par des conflits armés depuis plusieurs décennies, et le camp militaire Saïo demeure un pilier central des opérations militaires dans la région.

## Rôle dans les conflits récents
Depuis les années 1990, le camp militaire Saïo a joué un rôle crucial dans les conflits qui ont ravagé la région des Grands Lacs. Durant la première et la deuxième guerre du Congo (1996-1997 et 1998-2003), ainsi que dans les affrontements persistants avec des groupes armés locaux et étrangers, Saïo a servi de base pour l'armée congolaise (FARDC). Il a également accueilli des contingents étrangers dans le cadre de missions régionales et internationales de stabilisation.
Cependant, le camp a aussi été le théâtre de critiques et de controverses, notamment concernant les conditions de vie des soldats, les accusations de corruption et d’indiscipline au sein des forces armées, ainsi que des abus présumés sur les populations civiles environnantes.

## Structure et organisation
Le camp militaire Saïo s'étend sur plusieurs hectares et comprend divers bâtiments administratifs, des dortoirs, des infrastructures d’entraînement, et des installations logistiques. Il abrite plusieurs unités de l'armée congolaise, dont des troupes d'infanterie et des services de soutien. Des efforts de modernisation et de réhabilitation ont été entrepris par le gouvernement congolais et ses partenaires internationaux pour améliorer les infrastructures et renforcer l'efficacité opérationnelle des forces stationnées à Saïo.

## Perspectives et défis
Le camp militaire Saïo demeure un symbole de l’effort militaire et de la résilience de la RDC dans une région confrontée à des défis sécuritaires complexes. Toutefois, il reflète également les défis persistants auxquels font face les forces armées congolaises, notamment le manque de financement, la corruption et les besoins en formation et en équipement.
Pour les populations locales, le camp représente à la fois une promesse de sécurité et une source de tension, en fonction de la discipline et de la conduite des soldats. La réhabilitation durable de Saïo passe par une réforme globale du secteur de la défense et par une meilleure intégration des communautés locales dans les initiatives de stabilisation.